# Andrej Gjurič
Andrej Gjurič, v srbské variantě Gjurić (29. listopadu 1938 Praha – 27. září 2015 Chraštice), byl český spisovatel, psycholog a politik, v 90. letech 20. století poslanec České národní rady a Poslanecké sněmovny za Občanské fórum, ODS, pak za Unii svobody.

## Biografie
Andrej se narodil do rodiny lékaře Aleksandra Gjuriće (1898–1944) bosenskosrbského původu a Češky Jiřiny Vackové (1908–?), pocházející z rodiny doc. MUDr. Bohumila Vacka. Jeho otec získal vládní stipendium v Praze, kde pak vystudoval lékařskou fakultu a posléze na ni i habilitoval. Za nacistické okupace se Aleksandar zapojil do odbojové organizace Politické ústředí a ÚVOD, načež roku 1942 byl zatčen a 16. 8. 1944 popraven v Drážďanech. V odboji byla aktivní i Andrejova teta Růžena Vacková (1901–1982), od roku 1947 profesorka na Karlově univerzitě v Praze a poté roku 1952 komunistickým režimem odsouzená na 22 let za velezradu.
V době komunistického režimu Andrej nemohl řádně studovat vysokou školu, vykonával nejrůznější povolání, například v pomocníka pivovaru nebo knihovníka. V šedesátých letech 20. století mohl dálkově vystudovat filozofickou fakultu a stal se psychologem. Publikoval odborné studie, ale i fejetony a pohádky, v roce 1983 vydal knížku Kam běží modrá liška, za kterou dostal cenu Literárního fondu za nejlepší knihu pro děti.
Po sametové revoluci se zapojil do politiky. Ve volbách v roce 1990 byl zvolen za Občanské fórum do České národní rady. Roku 1991 patřil mezi zakládající členy ODS. Mandát obhájil ve volbách v roce 1992, nyní za ODS (volební obvod Praha). Zasedal ve výboru pro sociální politiku a zdravotnictví.
Od vzniku samostatné České republiky v lednu 1993 byla ČNR transformována na Poslaneckou sněmovnu Parlamentu České republiky. V červenci 1995 při parlamentní rozpravě označil poslance republikánské strany Jana Vika za fašistu. V roce 1996 mu soud nařídil, aby se Vikovi omluvil. V roce 1998 ale vrchní soud tento verdikt i povinnost omluvy zrušil. Ve volbách v roce 1996 mandát neobhájil. V senátních volbách roku 1996 pak zamýšlel kandidovat do senátu za ODS za senátní obvod č. 18 – Příbram, ale ústřední volební komise zpočátku jeho kandidaturu pro formální nedostatky v registraci zamítla. Nakonec se voleb zúčastnil. 1. kolo vyhrál se ziskem 29 %, ale ve 2. kole ho porazil a senátorem se stal sociální demokrat Zdeněk Vojíř.
Počátkem roku 1998 nastoupil do Poslanecké sněmovny jako náhradník (poté, co rezignoval poslanec Zdeněk Zajíček), přičemž zasedl do poslaneckého klubu nově vzniklé Unie svobody. Již na jaře 1998 ale podepsal analýzu Jednadvacet záznamů o pravicové havárii, kterou vytvořil Milan Uhde, v níž se kriticky vyjadřuje o nově vzniklé Unii svobody. V sněmovních volbách v roce 1998 neúspěšně kandidoval za Unii svobody.
V komunálních volbách roku 1998 byl zvolen do zastupitelstva městské části Praha 2 za Unii svobody. Profesně se uvádí jako psycholog. V roce 1999 se uvádí jako předseda sdružení Fokus, zaměřeného na integraci duševně nemocných.